# Zweiter Kreuzzug

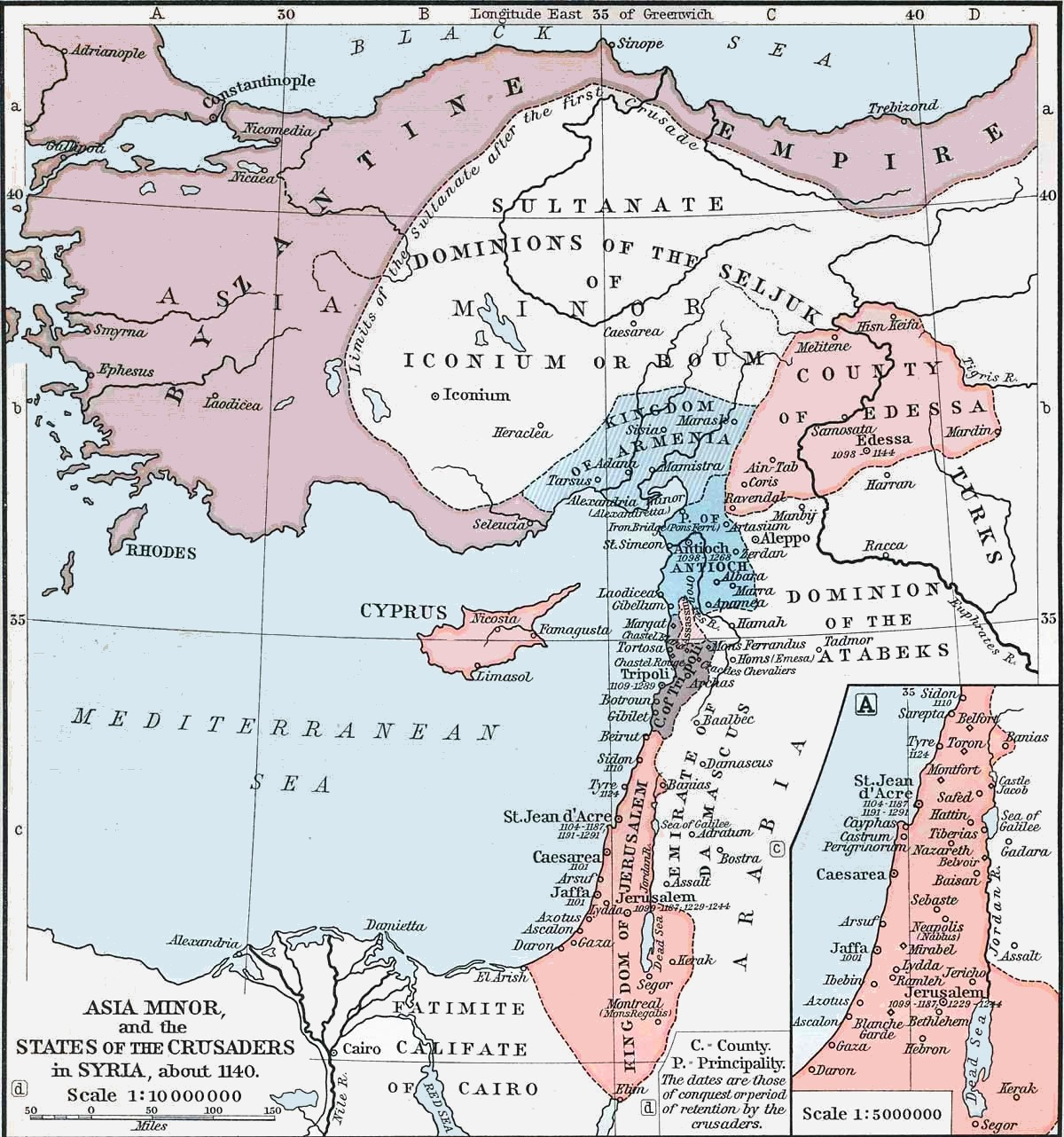
Die Kreuzfahrerstaaten vor dem Fall von Edessa

Der Zweite Kreuzzug war ein von der katholischen Kirche geförderter Kriegszug zur Entlastung der Kreuzfahrerstaaten, der durch den Verlust der Grafschaft Edessa im Jahr 1144 veranlasst wurde. Er begann 1147 und endete nach mehreren Niederlagen der Kreuzfahrer im Heiligen Land im Jahr 1149 als Misserfolg; die Christen konnten allerdings auf anderen Schauplätzen Erfolge verbuchen.

## Ursachen
Zwischen den infolge des Ersten Kreuzzugs gegründeten Kreuzfahrerherrschaften kam es recht schnell zu Konflikten, oftmals kriegerischer Art. Zudem war das normannische Fürstentum Antiochia in ständige Kämpfe mit dem Byzantinischen Reich verwickelt, bis es im Jahr 1138 unter byzantinische Oberhoheit geriet. Als der Graf von Edessa im Herbst 1144 mit einem großen Heer zur Unterstützung von Hisn Kaifa aufbrach und die Stadt ungeschützt zurückließ, nutzte Emir Zengi von Mossul die daraus resultierende Schwäche und eroberte Edessa. Ein Großteil der Zivilbevölkerung in der Stadt wurde von den Eroberern getötet. Dadurch gerieten die verbliebenen Kreuzfahrerstaaten in Bedrängnis. Auf der anderen Seite steigerte der erste vernichtende Schlag gegen eine Kreuzfahrerherrschaft den Kampfeswillen der Muslime.

### Kreuzzugsaufruf
Die Entwicklungen im Heiligen Land ließen einen weiteren Kreuzzug notwendig erscheinen. Am 1. Dezember 1145 rief Papst Eugen III. deshalb in Vetralla mit der ersten „Kreuzfahrtbulle“ Quantum praedecessores zu einem zweiten Kreuzzug auf. Der Aufruf war zunächst an den französischen König Ludwig VII. sowie das Volk Frankreichs und Norditaliens gerichtet, stieß aber kaum auf Resonanz.
Es ist nicht ganz sicher, ob diese Bulle König Ludwig VII. erreichte, doch die Nachricht von dem Fall Edessas wurde ihm von zwei unabhängigen Gesandtschaften aus Antiochia und Jerusalem übermittelt. Es lässt sich auch nicht ausschließen, dass Ludwig VII. bereits mit dem Gedanken einer Pilgerreise nach Jerusalem gespielt hatte. Zu Weihnachten 1145 stellte er in Bourges, wo er eine Vielzahl an Edelleuten und Bischöfe versammelte, einen Plan vor, um die Christen im Orient zu unterstützen. Die anwesende Hofgesellschaft war jedoch zunächst etwas skeptisch und wollte die Meinung Bernhards von Clairvaux zu diesen Plänen hören. Dieser galt als eine der einflussreichsten Personen der westlichen Kirche und obwohl abzusehen war, dass er die Pläne Ludwigs VII. unterstützen würde, wollte Bernhard von Clairvaux sichergehen, dass die Initiative zum Kreuzzug weiterhin vom Papst ausging, weshalb er die Entscheidung allein Papst Eugen III. überließ.
Eugen III. antwortete, indem er am 1. März 1146 seine Bulle  Quantum praedecessores mit kleineren Änderungen erneut in Umlauf brachte. Da der Papst durch eine politische Auseinandersetzung mit Arnold von Brescia in Rom unabkömmlich war, entsandte er den Zisterzienser-Abt Bernhard von Clairvaux, um den Kreuzzug zu predigen.  Auf Vermittlung Bernhards erklärte der französische König am 31. März 1146 in Vézelay feierlich seine Teilnahme am Kreuzzug. Ludwig sollte das Oberkommando über den Kreuzzug erhalten, dem sich nun immer mehr Freiwillige, nicht nur aus Frankreich, sondern auch aus Flandern, England und Norditalien anschlossen.
Ludwig und Eugen nahmen daraufhin Kontakt mit König Roger II. von Sizilien, Kaiser Manuel I. Komnenos von Byzanz, König Géza II. von Ungarn und dem deutschen König Konrad III. auf, um sie zu bitten, dem Kreuzfahrerheer freien Durchzug nach Kleinasien zu gewähren und die Nahrungsversorgung sicherzustellen, was diese zusagten.
Bernhard von Clairvaux betrieb währenddessen durch zahlreiche Schriften, Briefe und Predigten eine der kraftvollsten Kreuzzugspropaganda aller Zeiten. Neben den Kreuzzugspredigten bemühte sich Bernhard auch um den Ausbau des Templerordens, des ersten christlichen Ritterordens, der 1120 in Jerusalem gegründet worden war, zunächst aber nur geringe Bedeutung hatte. Bernhard von Clairvaux wandte sich mit seinen Predigten gezielt an den Adel, um die Ausschreitungen der Volkskreuzzüge zu vermeiden. Dennoch zog insbesondere ein Zisterziensermönch namens Radulf  eigenmächtig predigend durch Nordfrankreich und Westdeutschland, wo er die Landbevölkerung zu gewalttätigen Übergriffen auf Juden anstiftete, so beispielsweise auf Rabbenu Tam im nordfranzösischen Dorf Ramerupt. Radulf wurde schließlich von Bernhard aufgehalten. Hinter den Exzessen im Umfeld des Ersten Kreuzzugs blieben diese Pogrome aber zurück.
Papst Eugen III. beteiligte sich seinerseits ebenfalls daran, durch seine Predigtreisen neue Teilnehmer für den Kreuzzug zu gewinnen. Dabei verbreiteten beide Männer zusammen eine weit fortgeschrittene Ablasstheologie. Als Unterschied zum Ersten Kreuzzug lässt sich auf theologischer Ebene folgendes feststellen: Männer, die das Kreuz nahmen, taten dies nicht aus dem Wunsch, Christus nachzufolgen, sondern als Zeichen, dass man sich der Gnade Gottes unterwarf. Ihre Kreuzzugspropaganda war so erfolgreich, dass es einen größeren Zulauf als beim Ersten Kreuzzug gab.
Durch die eifrigen Predigten und das zähe Drängen Bernhards von Clairvaux konnte schließlich auch der deutsche König  dazu bewogen werden, sich dem Kreuzzug anzuschließen. Kurz nach Weihnachten 1146 erklärte Konrad III. seine Teilnahme. Ludwig und Konrad übernahmen von nun an gemeinsam die Organisation und Führung des Kreuzzugs. Als Startdatum wurde Ostern 1147 festgelegt.

### Nebenschauplätze
Der Papst gestattete 1146 den Kreuzfahrern von der Iberischen Halbinsel, in der Heimat zu bleiben, um dort gegen die Mauren zu kämpfen. Für diesen Kampf sollten sie die gleichen Ablässe erhalten wie die Kreuzfahrer nach Palästina. Auch einige europäische Kreuzritter schlossen sich den Feldzügen in Spanien an. So gelang durch Kreuzfahrer aus Genua, Pisa und aus Städten an der französischen Mittelmeerküste 1147 die Eroberung von Almería, 1148 von Tortosa und 1149 von Lerida und Fraga. Eine mit englischen, schottischen, flämischen und deutschen Kreuzfahrern bemannte Flotte machte 1147 auf dem Weg ins Heilige Land in Portugal halt, wo sie überwinterte und mit ihrer Hilfe die Eroberung Lissabons sowie der Burgen Sintra und Palmela von den Mauren gelang.
Einem Teil der deutschen, dänischen und polnischen Kreuzfahrer wurde im Hinblick auf die heidnische Bedrohung an ihren unmittelbaren Grenzen von Bernhard von Clairvaux zugestanden, nicht in Richtung Palästina, sondern gegen die heidnischen slawischen Wenden, welche zwischen Elbe und Oder siedelten, ziehen zu dürfen. Dieser sogenannte Wendenkreuzzug wurde am 13. April 1147 mit der päpstlichen Bulle Divini dispensatione als solcher anerkannt und den Teilnehmern der Ablass in Aussicht gestellt. Sie brachen im August 1147 von Magdeburg aus auf. Von wem der Vorschlag des Wendenkreuzzugs ausging, ist in der Geschichtsforschung umstritten.

## Verlauf

### Aufbruch

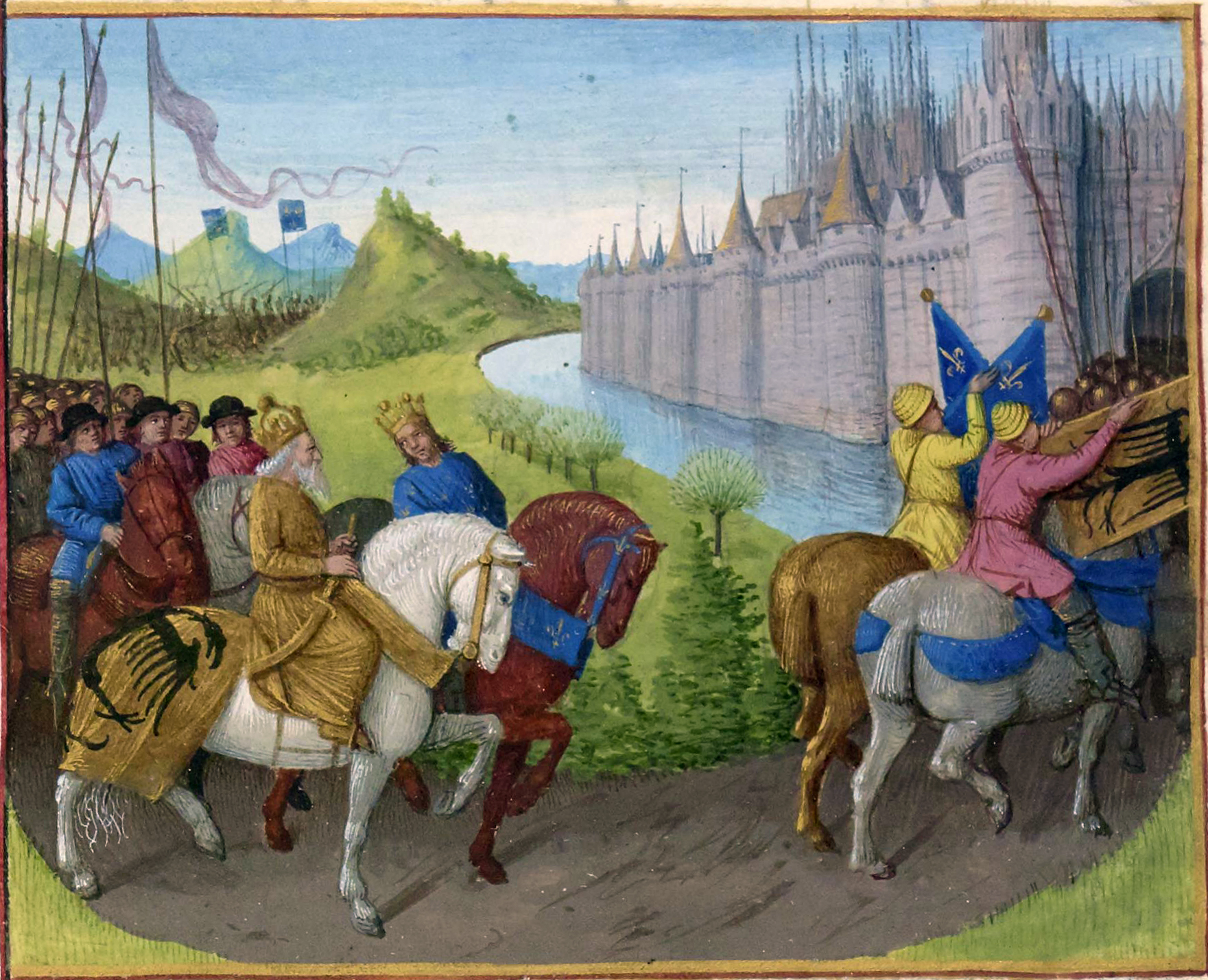
Ankunft des Kreuzfahrerheeres in Konstantinopel (Jean Fouquet, um 1460)

Mitte Mai 1147 erfolgte der Aufbruch des Stauferkönigs Konrad III. in Regensburg. Auf dem Marsch durch Österreich und Ungarn schlossen sich dem Kreuzzug weitere Kontingente an. Der französische König Ludwig VII. brach wenige Wochen später von Metz aus auf. Papst Eugen hatte den Heeren päpstliche Legate zugeteilt. Dietwin, Kardinalbischof von Porto, begleitete die Deutschen, Guido von Florenz, Kardinalpriester von San Chrysogono, die Franzosen. Mit den Kreuzritterheeren reiste eine große Zahl unbewaffneter Pilger, darunter auch viele Frauen und Kinder, was das Vorwärtskommen und die Verpflegung erschwerte.
Beide Hauptheere nahmen den Landweg, entlang der Donau über den Balkan nach Konstantinopel. Dort sollte Konrad III. auf Ludwig VII. warten. Der Marsch durch Ungarn und das Byzantinische Reich verlief bei beiden Heeren weitgehend friedlich und geordnet. Erst bei Philippopolis und Adrianopel kam es zu vereinzelten Plünderungen durch deutsche Kreuzfahrer und Scharmützeln mit den byzantinischen Einheimischen.
Konrads deutsches Kreuzfahrerheer traf am 10. September mehrere Wochen vor den Franzosen in Konstantinopel ein. Die Deutschen waren eine Weile in Pera untergebracht, bevor sie auf Drängen des Kaisers Manuel I. Komnenos Ende September nach Kleinasien übersetzten. Konrad führte sein Heer nun weiter, ohne auf Ludwig zu warten.
Am 4. Oktober erreichte auch Ludwigs Heer Konstantinopel, dort beabsichtigte er noch auf sein norditalienisches Kontingent zu warten, das über Brindisi und Durazzo anreiste. Die Franzosen setzten aber bald auf Drängen Manuels ebenso nach Kleinasien über, wo sie bis zur Ankunft der Verstärkung warteten.
Manuel I. Komnenos hatte unterdessen einen Friedensvertrag mit dem türkischen Sultan von Ikonion geschlossen und stellte den Kreuzfahrern deshalb, anders als beim ersten Kreuzzug, kaum ortskundige Führer und keine Hilfstruppen zur Verfügung. Dies führte zu diplomatischen Spannungen zwischen den Kreuzfahrern und Byzanz.

### Kämpfe in Kleinasien
In Kleinasien angekommen, teilte sich das Kreuzfahrerheer Konrads. Die unbewaffneten Teilnehmer wählten unter der Führung Bischof Ottos von Freising, eines Halbbruders Konrads III., eine Route entlang der kleinasiatischen Küste, während Konrad mit seinen Truppen direkt durch Kleinasien reiste. Konrads Heer wurde schnell in Kämpfe mit den türkischen Seldschuken verwickelt, die in der schweren Niederlage für die Kreuzritter im Oktober 1147 bei Doryläum gipfelten. Konrad floh mit seinen verbliebenen Truppen nach Nicäa. Ein Großteil der an der Küste entlang gereisten Kreuzfahrer wurde von den Seldschuken am 16. November 1147 bei Laodikeia überfallen und umgebracht.
Ungefähr einen Monat später trafen die Franzosen unter König Ludwig VII. ein und brachen gemeinsam mit den verbliebenen Truppen Konrads III. von Nicäa aus auf. Als das Kreuzfahrerheer Ende 1147 Ephesos erreicht hatte, erkrankte Konrad und reiste zurück nach Konstantinopel. Die Franzosen zogen weiter und wurden in der Nähe von Laodikeia, bei der Überquerung des Honaz Dağı, von den Seldschuken angegriffen, wobei sie schwere Verluste erlitten. Die restlichen französischen Truppen kämpften sich bis zur Stadt Attaleia durch, von wo sie nach Antiochia übersetzten.

### Konzil in Akkon
Konrad war inzwischen genesen und nahm im März 1148 den Seeweg nach Palästina. Im Juni 1148 trafen sich Konrad und Ludwig in Akkon. Dort hielten sie am 24. Juni 1148 zusammen mit König Balduin III. von Jerusalem ein Konzil ab, um über das weitere Vorgehen zu beraten. Das eigentliche Ziel des Kreuzzugs, die 1144 an Zengi gefallene Stadt Edessa zurückzuerobern, war bereits ausgeschieden. Nachdem deren Graf Joscelin II. die Stadt nach Zengis Tod 1146 kurzzeitig zurückerobert hatte, ließ Zengis Sohn, Nur ad-Din, Edessa fast vollständig zerstören und entvölkern. Nach kontroverser Beratung einigten sich die Kreuzfahrer darauf, Damaskus zu belagern. Die Stadt war den Kreuzfahrern gegenüber eigentlich neutral und ein Feind Nur ad-Dins und zahlte sogar Tribut an die Kreuzfahrer. Allerdings erschien Damaskus auch als lohnendes Ziel, da es wohlhabend und nahe gelegen war und kein allzu starkes Militär hatte. Die Stadt war auch ein strategisch interessantes Ziel, deren Eroberung die muslimischen Reiche Syriens von denen in Ägypten abgeschnitten hätte.

### Belagerung von Damaskus
Die Belagerung begann am 23. Juli 1148. Angesichts dieser Bedrohung beschlossen die buridischen Herrscher der Stadt, ihren bisherigen Feind Nur ad-Din um Hilfe zu bitten. Als der Emir mit einem Entsatzheer nahte, mussten die durch Wassermangel und Uneinigkeit der Befehlshaber geschwächten Kreuzfahrer die Belagerung nach nur vier Tagen abbrechen und sich nach Jerusalem zurückziehen. Alle Seiten fühlten sich gegenseitig betrogen.

## Folgen
Konrad III. zog mit seinen Truppen nach Askalon, doch aufgrund des nun herrschenden Misstrauens nach dem missglückten Angriff auf Damaskus traf keine Hilfe ein. So musste der Plan zur Eroberung von Askalon wieder aufgegeben werden. Konrad kehrte im September 1148 nach Konstantinopel zurück und verbündete sich dort mit dem byzantinischen Kaiser.
Ludwig VII. blieb zunächst in Jerusalem. Er kehrte im April 1149 nach Frankreich zurück, ohne etwas bewirkt zu haben. Nach seiner Rückkehr in Europa wurde auch Bernhard von Clairvaux gedemütigt und versuchte sich, nachdem sein Aufruf zu einem neuen Kreuzzug ohne Echo geblieben war, vom Fiasko des Zweiten Kreuzzugs ganz zu distanzieren. Bernhard starb 1153.
Der unüberlegte Angriff auf Damaskus hatte für Jerusalem langfristig katastrophale Konsequenzen. Damaskus traute dem Königreich der Kreuzfahrer nicht mehr und ergab sich 1154 Nur ad-Din. König Amalrich I. verbündete sich mit den Byzantinern und nahm 1169 an einer Invasion von Ägypten teil, die jedoch missglückte. 1171 stieg Saladin zum Sultan von Ägypten auf. Er vereinigte Ägypten und Syrien, so dass das Königreich Jerusalem vollständig umzingelt wurde. Die byzantinische Allianz endete mit dem Tod von Kaiser Manuel I. Komnenos. Die Eroberung Jerusalems durch Saladin im Jahr 1187 war schließlich der Anlass zum Dritten Kreuzzug.
Durch die Tatsache, dass für die Kreuzzüge im göttlichen Auftrag geworben wurde, lässt es nicht verwundern, dass das Scheitern der Kreuzfahrer mit dem Zorn Gottes oder dem Antichristen in Verbindung gebracht wurde. So ist es auch nicht verwunderlich, dass nach diesem gescheiterten Kreuzzug die Kampfmoral sank und die Christen Westeuropas erst einmal entmutigt worden waren.